# Dave Steen (kulomiot)
Dave Steen, właśc. David Lorne Steen (ur. 2 stycznia 1942) – kanadyjski lekkoatleta, specjalista pchnięcia kulą i rzutu dyskiem, dwukrotny mistrz igrzysk Brytyjskiej Wspólnoty Narodów.

## Kariera sportowa
Zdobył brązowy medal w pchnięciu kulą (przegrywając jedynie z Martynem Luckingiem z Anglii i Mikiem Lindsayem ze Szkocji) na igrzyskach Imperium Brytyjskiego i Wspólnoty Brytyjskiej w 1962 w Perth. Nie mógł wystartować na igrzyskach olimpijskich w 1964 w Tokio, gdyż zachorował na mononukleozę.
Zwyciężył w pchnięciu kulą (przed Lesem Millsem z Nowej Zelandii i swym kolegą z reprezentacji Kanady George’em Puce’em) oraz zajął 4. miejsce w rzucie dyskiem na igrzyskach Imperium Brytyjskiego i Wspólnoty Brytyjskiej w 1966 w Kingston. Zdobył brązowy medal w pchnięciu kulą na igrzyskach panamerykańskich w 1967 w Winnipeg (za Amerykanami Randym Matsonem i Nealem Steinhauerem), a także brązowe medale w pchnięciu kulą i rzucie dyskiem na Igrzyskach Konferencji Pacyfiku w 1969 w Tokio.
Ponownie zdobył złoty medal w pchnięciu kulą (przed Jeffem Teale’em z Anglii i Millsem) oraz zajął 10. miejsce w rzucie dyskiem na igrzyskach Brytyjskiej Wspólnoty Narodów w 1970 w Edynburgu.
Steen był mistrzem Kanady w pchnięciu kulą w latach 1962 i od 1965 do 1969 oraz brązowym medalistą w 1960. W rzucie dyskiem był mistrzem w 1965 i 1967, wicemistrzem w 1962 i 1966 oraz brązowym medalistą w 1968. Był również mistrzem Kanady w rzucie młotem w 1960.
Siedmiokrotnie poprawiał rekord Kanady w pchnięciu kulą do rezultatu 19,11 m, uzyskanego 15 lipca 1966 w Edmonton. Jako pierwszy Kanadyjczyk przekroczył bariery 16 m, 17 m, 18 m i 19 m w tej konkurencji. Był również rekordzistą swego kraju w rzucie dyskiem z wynikiem 53,99 m, osiągniętym 18 maja 1963 w Pullman. Jego rekord życiowy w pchnięciu kulą wynosił 19,21 m, ustanowiony 25 lipca 1970 w Edynburgu, a w rzucie dyskiem 54,94 m (27 września 1969 w Tokio).

## Rodzina
Jego starszy brat Don Steen był dwukrotnym mistrzem Kanady w dziesięcioboju w 1955 i 1956, a bratanek Dave Steen brązowym medalistą olimpijskim w z 1988 w dziesięcioboju i dwukrotnym wicemistrzem igrzysk Wspólnoty Narodów w tej konkurencji.